# Бжоза (Любуське воєводство)
Бжоза (пол. Brzoza) — село в Польщі, у гміні Стшельці-Краєнські Стшелецько-Дрезденецького повіту Любуського воєводства.
Населення — 531 особа (2011).
У 1975-1998 роках село належало до Гожовського воєводства.

## Демографія
Демографічна структура станом на 31 березня 2011 року:
|          | Загалом | Допрацездатний вік | Працездатний вік | Постпрацездатний вік |
| -------- | ------- | ------------------ | ---------------- | -------------------- |
| Чоловіки | 270     | 44                 | 200              | 26                   |
| Жінки    | 261     | 41                 | 163              | 57                   |
| Разом    | 531     | 85                 | 363              | 83                   |